# Schönenbuch
Schönenbuch es una comuna suiza del cantón de Basilea-Campiña, situada en el distrito de Arlesheim. Limita al norte con la comuna de Buschwiller (FRA-68), al este con Allschwil, al sur con Neuwiller (FRA-68), y al oeste con Hagenthal-le-Bas (FRA-68).